# Janusova kinaza
Janusove kinaze (JAK) so družina znotrajceličnih nereceptorskih tirozin kinaz, ki se vežejo na transmembranske citokinske receptorje ter fosforilirajo STAT v signalni poti JAK-STAT.

## Poimenovanje
Ob odkritju so jih poimenovali just another kinases (pač še ene kinaze), uradno ime pa so dobile po rimskem bogu Janusu, za katerega sta značilni dve glavi in dva obraza. Janusova kinaza ima namreč dve zelo podobni domeni; ena domena katalizira fosforilacijo, druga pa je regulatorna.

## Predstavniki
Poznamo 4 vrste janusovih kinaz:
- JAK1
- JAK2
- JAK3
- tirozin kinaza 2 (Tyk2)

JAK1 in JAK2 se izražata v številnih tkivih, JAK3 in Tyk2 pa zlasti v hematopoetskih celicah.

## Vloga
Janusove kinaze so pomemben člen tako imenovane signalni poti JAK-STAT. Janusova kinaza se aktivira po vezavi molekule citokina na njen receptor. Pride do fosforilacije receptorja, kar omogoči vezavo signalnih molekul, natančneje citoplazemskih beljakovin STAT (signal transducers and activators of transcription – prenašalci signalov in aktivatorji transkripcije) na receptor. Aktivirane beljakovine STAT disociirajo z receptorja, tvorijo dimere ter potujejo v celično jedro, kjer uravnavajo prepisovanje določenih genov.
Signalno pot JAK/STAT uporabljajo na primer številni citokini (IL-2, IL-4, IL-7, IL-9, IL-15 in IL-21), kolonije spodbujajoči dejavnik, prolaktin, rastni hormon ...

## Klinični pomen
Motnje v signalni poti JAK/STAT lahko povzročijo disregulacijo celične rasti, ki lahko vodi v nastanek raka, oziroma vplivajo na delovanje imunskega sistema. Vpletajo se v mehanizem avtoimunih bolezni (na primer luskavice, revmatoidnega artritisa, prave policitemije, esencialne trombocitemije, ulceroznega kolitisa, vitiliga ...) in zato razvijajo zaviralce JAK za njihovo zdravljenje.